# Pomnik Leopolda Szersznika w Cieszynie
Pomnik Leopolda Szersznika w Cieszynie – pomnik odsłonięty w 2006 roku w Cieszynie.
Upamiętnia postać Leopolda Szersznika, jezuity i muzealnika. Komitet Społeczny budowy pomnika zawiązał się w 1998 roku i zebrał na ten cel potrzebne 70 000 złotych. Pomysłodawcą budowy tego pomnika był Krzysztof Szelong, dyrektor Książnicy Cieszyńskiej.
Początkowo miał znaleźć się na placu Londzina w Cieszynie, później zdecydowano się na inną lokalizację - Park Pokoju. Pomnik mierzy 3,5 metra; wykonali go Urszula Górnicka-Herma i Tomasz Herma. Uroczyste odsłonięcie pomnika miało miejsce 20 czerwca 2006 roku.